# Francisco Franco
Francisco Franco, teljes nevén Francisco Paulino Hermenegildo Teódulo Franco y Bahamonde Salgado Pardo de Andrade (Ferrol, 1892. december 4. – Madrid, 1975. november 20.) spanyol katonatiszt, a spanyol polgárháborúban a nacionalista erők egyik vezetője, 1939–1975 között Spanyolország államfője (Caudillo), valamint 1973-ig miniszterelnöke is. Hosszú és gyakran véres diktatúrája az olasz fasizmushoz nagyon hasonló falangizmus jegyében működött.

## Gyermek- és ifjúkora
A galiciai Ferrolban született, amelyet 1938-1982 között hivatalosan El Ferrol del Caudillonak neveztek, utalva Franco Caudillo de España por la gracia de Dios, azaz „Isten kegyelméből Spanyolország vezére” titulusára. Családja kisnemesi eredetű volt, és tengerész hagyományokkal bírt. Apja is itt szolgált: Francisco gyermekkorának meghatározó élménye volt apja csapodársága és az ezzel éles ellentétben álló, odaadó anyai szeretet. Eleinte a családi hagyományt követve a haditengerészethez kívánt beállni, de a spanyolok amerikaiaktól elszenvedett megalázó vereségét (1898) követő leépítések nyomán az itt betölthető pozíciók száma csökkent. Franco így a szárazföldi haderőhöz csatlakozott.

## Felfelé a ranglétrán
A toledói Gyalogos Akadémia elvégzése után a csendes ferroli helyőrségre került két évre Spanyolországban, majd az első adandó alkalommal kérelmezte áthelyezését Marokkóba. A spanyolok kísérlete a protektorátus megszállására lehetőséget biztosított az ambiciózus Franco számára a ranglétrán való felemelkedésre a csatákban tanúsított bátorság révén. (Akkoriban az a mondás járta a hadseregben, hogy a súlyos veszteségekkel járó, kemény összecsapásokban részt vevő tisztekre la caja o la faja, azaz koporsó vagy tábornoki díszszalag várt.) Franco hamarosan precíz és rettenthetetlen tiszt hírébe került, és a gyorsabb előmenetel érdekében csatlakozott a Regulares gyarmati csapatokhoz. 23 évesen súlyosan megsérült egy kisebb ütközetben El Biutz mellett, és bár a hőn vágyott, vitézségért kapható legmagasabb spanyol kitüntetést (Cruz Laureada de San Fernando) nem kaphatta meg, a spanyol hadsereg legfiatalabb őrnagyává nevezték ki.
Visszatért Spanyolországba, és találkozott a rendkívül karizmatikus José Millán Astray-jal, aki a Francia Idegenlégió mintájára hamarosan megalapította a Legión Extranjerá-t, amelynek Franco a második embere lett. 1921-ben a spanyol hadsereg óriási vereséget szenvedett az Abd el-Krim és testvére által vezetett marokkói riff törzsektől. A Légió, ha a gyakorlatban nem is, de szimbolikusan legalább megmentette a marokkói spanyol uralmat Melilla megtartásával. Ezredessé előléptetve Franco vezette Alhucemasnál a partraszállás első hullámát. Ez az Abd el-Krim törzsi területen indított támadás a vele párhuzamosan délről felvonuló francia erőkkel együtt megpecsételte a rövid életű Riff Köztársaság sorsát. A legfiatalabb európai tábornokként 1926-ban a frissen alapított Összfegyvernemi Hadi Akadémia igazgatójává nevezték ki Zaragozában, ahol a kadétokat a Marokkóban alkalmazott brutális irreguláris harc elsajátítására képezték.

## Politikai szerepvállalás
A királyság 1931-es megdöntésekor Franco mindjárt ambivalens álláspontra helyezkedett a köztársasággal szemben, nem akarván pályafutását veszélybe sodorni. Még hőn szeretett Hadi Akadémiája bezárásának keserű piruláját is le kellett nyelnie, arról nem is beszélve, hogy áthelyezték A Coruñába és a Baleár-szigetekre azzal a nyilvánvaló szándékkal, hogy távol tartsák a többi potenciálisan nem lojális elemtől. Mivel a Köztársaság nem tudta teljesíteni mindazt a népi igényt, amit ígéreteivel önmaga támasztott, és mivel a baloldal szétforgácsolódott, 1933-ban erős jobboldali kormány került hatalomra. Amikor Észak-Spanyolország bányászai a következő évben hatalmas lázadást robbantottak ki, Franco biztosította, hogy a gyarmati erők felvonuljanak a felkelés letörésére, akik ugyanolyan kegyetlen módszereket használtak a lázadók ellen, mint a marokkói törzsek elleni harcban. Miután így „megmentette” Spanyolországot, a lehető legnagyobb jutalomban részesült: kinevezték a vezérkar főnökévé.

## Polgárháború és hatalomátvétel
A baloldali pártok okultak az eseményekből, és egységes frontot hoztak létre az 1936 tavaszára kiírt választásokra, ez igen csekély mértékben, de maga mögé utasította a jobboldalt. Francót ekkor a Kanári-szigetekre helyezték át, így személy szerint nem vehetett részt a Köztársaság megbuktatására létrejött államcsíny megszervezésében. Amint a puccs megtörtént, Marokkóba ment, ahol átvette a parancsnokságot, és hű afrikai csapatai, a fellázadt Spanyol Idegenlégió és a Regulares hamarosan uralták a protektorátust. A puccs több nagyvárosban sikertelen maradt, ezért kirobbant a spanyol polgárháború. A spanyol Nemzetvédelmi Tanács (Junta de Defensa Nacional) 1936. szeptember 29-én kinevezte Franco tábornokot „államfőnek” (Jefe del Estado) (beiktatására október 1-jén került sor), valamint a nacionalista hadsereg főparancsnokává (Generalísimo). Sikeresen kovácsolta össze az egyébként teljesen különböző nézeteket valló szélsőjobboldali Falange és a konzervatív karlisták pártjait saját vezetése alatt. Hadseregét a náci Német Birodalom (Condor légió) és a fasiszta Olaszország (Corpo Truppe Volontari) támogatta (a kommunista Szovjetunió által odaküldött csapatok ellenében), és Salazar Portugáliája is nyíltan a nacionalisták mellé állt. A háború hivatalosan 1939. április 1-jén ért véget Madrid elfoglalásával. Franco 1975-ben bekövetkezett haláláig maradt Spanyolország teljhatalmú ura.

## Spanyolország a második világháborúban

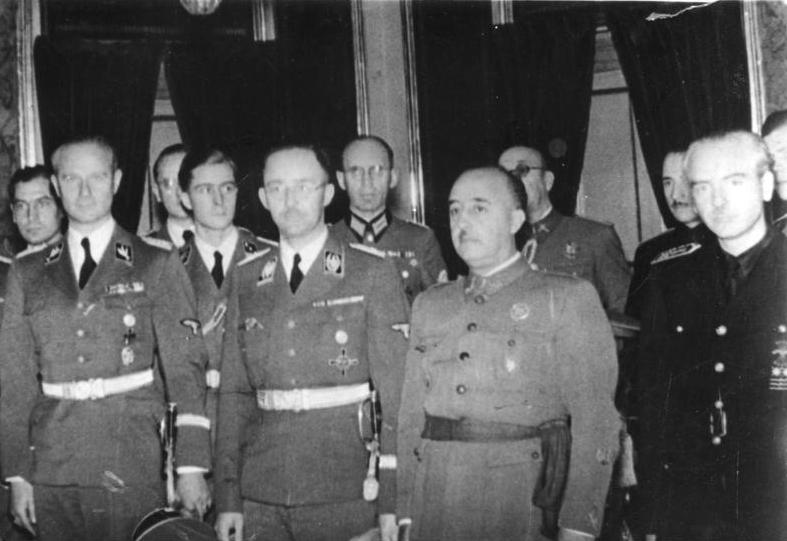
Balról jobbra: Karl Wolff, Heinrich Himmler, Franco és Serrano Súñer külügyminiszter találkozója Madridban, 1940-ben

Spanyolországot keserűen megosztotta, gazdaságát pedig tönkretette a polgárháború, ráadásul Franco kormányzata komoly hangsúlyt helyezett a „győztesek” és „legyőzöttek” megkülönböztetésére, hozzá nem értése miatt viszont nem intézkedett a gazdaság fejlesztése érdekében. Miután kitört a második világháború, Franco csapatai 1940. június 14-én elfoglalták az addig nemzetközi irányítás alatt álló Tangert. Nemsokára találkozott Hitlerrel Franciaországban (Hendaye, október 23.), és tárgyaltak Spanyolország háborúba lépéséről a tengelyhatalmak oldalán (a Gibraltár ellen indítandó Felix-hadműveletben német-spanyol erők vettek volna részt). A Caudillo (Vezér) követelései (Gibraltár Spanyolországhoz csatolása, Francia Észak-Afrika megszerzése és Spanyol-Guinea területének megnövelése mellett, többek közt 16 000 vasúti kocsit és 13 000 teherautót kért), soknak bizonyultak a Führer számára, így nem született egyezség.
Hitler később ezt mondta Mussolininek a tárgyalásokról: „Inkább húzzák ki három-négy fogamat, minthogy én még egyszer tárgyaljak vele!” (Hitler ugyanis közismerten félt a fogászati kezelésektől). Azt is megjegyezte, hogy „Francóból a porosz hadseregben még altiszt sem válhatott volna”.  A Franco-párti történészek ezt később a Caudillo ravaszsága egyik példájaként emlegették, azt állítva, hogy a spanyol vezér szándékosan állt elő Hitler számára elfogadhatatlan követelésekkel, hogy kimaradhasson a háborúból. A polgárháborúban kivérzett Spanyolország egyébként sem tudott volna hatékony segítséget felajánlani a Birodalomnak. Franco továbbra is szimpatizált a Tengellyel, egészen 1943-ig, amikor a háború mérlege a szövetségesek javára billent át, és a Caudillo teljes semlegességet deklarált. 
Franco félt attól, ha katonailag ugyan nem is vesz részt, de nyílt tengely-szimpátiája is elég okot adhat ahhoz, hogy Spanyolországot is megtámadják az amerikaiak és az angolok. Addig a német haditengerészet számára biztosított kikötési lehetőségeket, és 1941-ben hozzájárult a „Kék Hadosztály” (División Azul) keleti frontra küldéséhez, hogy a Szovjetunió ellen harcoljon. A katonák itt elvileg önkéntesek voltak, akiket a spanyol Falange egységpárt soraiból toboroztak, és a francoista propaganda szerint modern „keresztesekként” harcoltak a bolsevizmus réme ellen. A gyakorlatban az önkéntesek toborzását megnehezítette a német veszteségek híre, így az alakulat tagjai főként kényszertoborzással kerültek ki a frontra, s elsősorban olyan polgárháborús veteránokat kényszerítettek Oroszországba harcolni, akik az ellentétes oldalon álltak annak idején. A hadosztályból sokan dezertáltak, és a Gulag-táborok nyelték el őket.

## A falangista Spanyolország

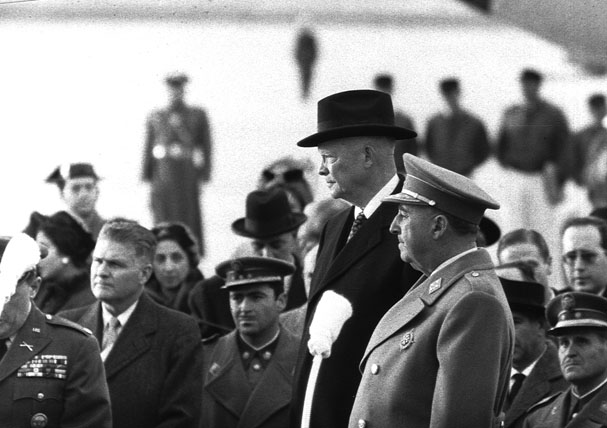
Dwight D. Eisenhower és Franco 1959-ben

A világháború után egy ideig Spanyolország kénytelen volt elszenvedni az elszigeteltségből adódó hátrányokat, amelyek az Amerikai Egyesült Államok és Nagy-Britannia által bejelentett kapcsolatmegszakításból származtak. A nyugati demokráciák ugyanis nem szimpatizáltak Franco világháború során tanúsított, németekhez húzó magatartásával. A helyzet a hidegháborúig maradt így, akkor ugyanis stratégiai helyzete miatt az USA kereskedni kezdett Spanyolországgal, sőt katonai szövetségre is léptek. Így kezdődött az ún. „spanyol csoda”, ami az autarkiából a nemzetközi piacgazdaságba integrálta Spanyolországot. Még az ENSZ-be is felvették az államot 1955-ben. Franco mindezek ellenére szinte sosem hagyta el Spanyolország területét.
Minthogy Francónak nem volt szilárd ideológiai háttere, a támogatást a nemzeti szindikalistáktól (falangisták) és a katolikus egyháztól várta. Pártja, a Nemzeti Mozgalom (Movimiento Nacional) annyira heterogén volt, hogy alig-alig volt nevezhető valódi pártnak, az olyan sziklaszilárd ideológiai bástyáktól, mint a német NSDAP, pedig fényévekre távol állt. Mindenesetre a mozgalmat továbbra is falangistának nevezték, a tagok pedig kék ingben jártak. A fasiszta-náci karlendítéses tisztelgést a II. világháború után nem használták. Fajelméletet nem hirdettek. 
A „falangista” Spanyol Állam (Estado Español) alapjában konzervatív hagyományokon nyugvó, autoritárius jobboldali ország volt, a legfontosabbnak a rendet és biztonságot tartotta, ám más tekintetben nem rendelkezett egységes elképzelésekkel. Amíg Franco hatalmon volt, a nem kormánypárti szakszervezeteket és az egyéb politikai ellenfeleit (az anarchistáktól kezdve a kommunistákon és a liberálisokon át a kisebbségi, baszk és katalán nacionalistákig terjedő széles skálán) kíméletlenül elnyomták. Minden városban jelen volt a paramilitáris politikai csendőrség, a Guardia Civil, amelynek párosával járőröző géppisztolyos tagjai a legfőbb rendvédelmi szervet jelentették.

## Franco gyarmati politikája
Franco államfősége idején a spanyol gyarmatokat igyekezett megtartani. Mivel jó kapcsolatokat ápolt a nyugati hatalmakkal, ezt főként békés úton tette, és nem bocsátkozott hosszadalmas, véres háborúskodásba.
Érdekesség, hogy a Szovjetunió kelet-európai térnyerését viszont erőteljesen ellenezte, és már 1948 őszén felszólalt Lengyelország, Románia és Magyarország kapcsán. 1956-ban kész volt fegyveres segítséget is nyújtani, de ez logisztikai okok miatt meghiúsult.
1959-ben Spanyol Guineát két tengerentúli tartománnyá szervezték át, és a következő évben három helyi képviselőt bejuttattak az egyébként jelentéktelen szerepű spanyol országgyűlésbe. A helybéliek azonban függetlenséget követeltek, és az ENSZ is a kiürítést támogatta. 1963-ban Egyenlítői-Guinea néven autonómiát kapott, majd 1968-ban elnyerte a teljes függetlenséget. 1969-ben az addig ott élő kb. 6000 spanyol is elmenekült az európaiak ellen zajló agresszív tüntetések miatt.
A foszfátokban rendkívül gazdag Spanyol Szaharát (ma Nyugat-Szahara) 1961-ben spanyol tartománnyá nyilvánították, és bár az ENSZ már 1963-ban a felszabadítandó területek közé sorolta, a spanyol hadsereg nem távozott hosszú ideig. A hetvenes években kiújult a helyi ellenállási mozgalom, amelyet Algéria is támogatott. Ez véres összecsapásokhoz vezetett. Spanyolország 1973-tól kezdve támogatta a terület belső önkormányzatát, remélve, hogy továbbra is gazdasági befolyást gyakorolhat felette. A Caudillót alig egy hónap választotta el a haláltól, amikor a marokkói haderő megtámadta Spanyol Szaharát, és megkezdődött a gyarmatlakó spanyolok evakuálása. 1976-ra a spanyolok végleg távoztak a területről, amelyet azután Mauritánia és Marokkó osztott fel egymás között.

## Az államforma és az utódlás kérdése
1947-ben Franco Spanyolországot monarchiává nyilvánította, de uralkodót nem nevezett ki. Bár királypárti volt, a trónt üresen hagyta. Ő maga de facto koronázatlan királynak volt tekinthető: az általa viselt rang és egyenruha csak a spanyol királyokat illette meg. Rezidenciája a királyi El Pardo palota volt. Formálisan az alábbi címek illették meg: Jefe del Estado (államfő), Generalísimo de los Ejércitos Españoles (a spanyol fegyveres erők generalisszimusza), míg személyes titulusa: por la gracia de Dios, Caudillo de España y de la Cruzada, azaz „Isten kegyelméből Spanyolország és a keresztes hadjárat Vezére”, ami ismét királyi vonatkozással bírt. 1969-ben nagy meglepetésre Bourbon János Károly (Juan Carlos de Borbón) herceget örökösének nevezte ki, és felruházta az újonnan megalkotott Spanyolország hercege címmel. A Caudillo 1973-ban lemondott miniszterelnöki címéről, csak Államvezetőnek és a Generalisszimusznak maradt meg.
Franco két héttel a 83. születésnapja előtt, 1975. november 20-án halt meg, a Falange alapítójának, José Antonio Primo de Rivera halálának évfordulóján. Elképzelhető, hogy orvosaival szándékosan tartatták életben e szimbolikus dátumig. Utóda I. János Károly lett, aki fokozatosan demokratizálta a rendszert, és így Spanyolország 1986-ban csatlakozhatott az Európai Közösségekhez.